# Мир смерти
«Мир смерти» (англ. Deathworld) — серия романов американского писателя-фантаста Гарри Гаррисона, считающаяся классикой приключенческой фантастики. В конце 1990-х серия была продолжена русскими писателями Антоном Молчановым (под псевдонимом Ант Скаландис) и Михаилом Ахмановым. Серия включает следующие произведения:
- «Неукротимая планета» (англ. Deathworld, 1960);
- «Специалист по этике» (англ. Deathworld 2, Deathworld-2 Ethical engineer, The Ethical Engineer, 1964);
- «Конные Варвары» (англ. Deathworld 3, 1968);
- Рассказ «Линкор в нафталине» (англ. The Mothballed Spaceship, 1973);
- «Возвращение в Мир Смерти» (англ. Return to Deathworld, 1998, в соавторстве с Антом Скаландисом);
- «Мир Смерти на пути богов» (англ. Deathworld on a way of gods, 1998, в соавторстве с Антом Скаландисом);
- «Мир Смерти против флибустьеров» [Книга 1: Флибустьерский рай; Книга 2: Ад для флибустьеров] (англ. Deathworld vs. Filibusters, 1998, в соавторстве с Антом Скаландисом);
- «Мир Смерти и твари из Преисподней» [Книга 1: Люди страшнее монстров; Книга 2: Парад феноменов] (англ. The Creatures from Hell, 1999, в соавторстве с Антом Скаландисом);
- «Мир Смерти. Недруги по разуму» (англ. Deathworld 7, 2001, в соавторстве с Михаилом Ахмановым).

В случае пяти последних книг действительное «соавторство» с Гаррисоном представляется весьма сомнительным. Многие читатели сходятся во мнении, что уровень этих текстов, значительно уступающий уровню первых трёх произведений цикла, говорит, скорее всего, о лицензированном использовании созданной Гарри Гаррисоном Вселенной «Мира смерти». Отчасти это мнение подтверждается тем фактом, что помимо России данные книги издавались (и то не все) только в Литве. Однако издание на территории России происходило в полном соответствии с авторскими правами, в исключительно эксклюзивном формате, что подтверждено на официальном сайте Гарри Гаррисона. Там же говорится о том, что издание на английском языке никогда не планировалось.